# Flock-1
Flock 1 — семейство из 28 американских малых спутников, запущенных в космос 9 января 2014 года и выведенных на орбиты в феврале 2014 года.  Каждый спутник выполнен в форм-факторе CubeSat 3U. Орбиты спутников обеспечивали их существование в течение 3-5 месяцев, последние спутники из семейства Flock-1 вошли в атмосферу в октябре 2014 года.
28 спутников Flock 1b были запущены на Cygnus Orb-2 для вывода на орбиту летом-осенью 2014 года.
11 спутников Flock 1c были запущены ракетой-носителем Днепр в июне 2014 года на полярные орбиты с наклонением 98-градусов и высотой в 620 километров.
26 спутников Flock-1d были потеряны при аварии Antares в октябре 2014 года вместе с Cygnus Orb-3. Два спутника были выведены на SpX-5 Dragon (3 марта 2015), еще 8 будут отправлены на МКС с Dragon SpX-7. Затем еще 28 аппаратов (Flock-1e) будут доставлены на Cygnus Orb-4.

## Запуск
9 января 2014 года с площадки LP-0A Среднеатлантического регионального космопорта была запущена ракета-носитель Антарес-120 (миссия Cygnus CRS Orb-1), доставившая на МКС, в числе прочих грузов, 28 спутников Flock-1. Сами спутники были запущены с борта МКС в течение временного периода между 11 и 28 февраля 2014 года.

## Миссия
Спутники предназначаются для наблюдения за Землёй в коммерческих целях. Для этого каждый спутник оборудован фотокамерой, способной получать изображения поверхности с разрешением до 3-5 м. Конкретные цели использования спутников не разглашались. Для энергообеспечения систем каждый спутник оборудован солнечными батареями с суммарной мощностью 20 Вт.